# Болдишева Катерина Вікторівна
Катерина Вікторівна Болдишева (Степанова) (нар. 21 квітня 1969, Москва) — радянська і російська співачка в стилях поп та євродиско. З грудня 1990 року солістка гурту «Міраж».

## Діяльність

### Робота з гуртом «Міраж»

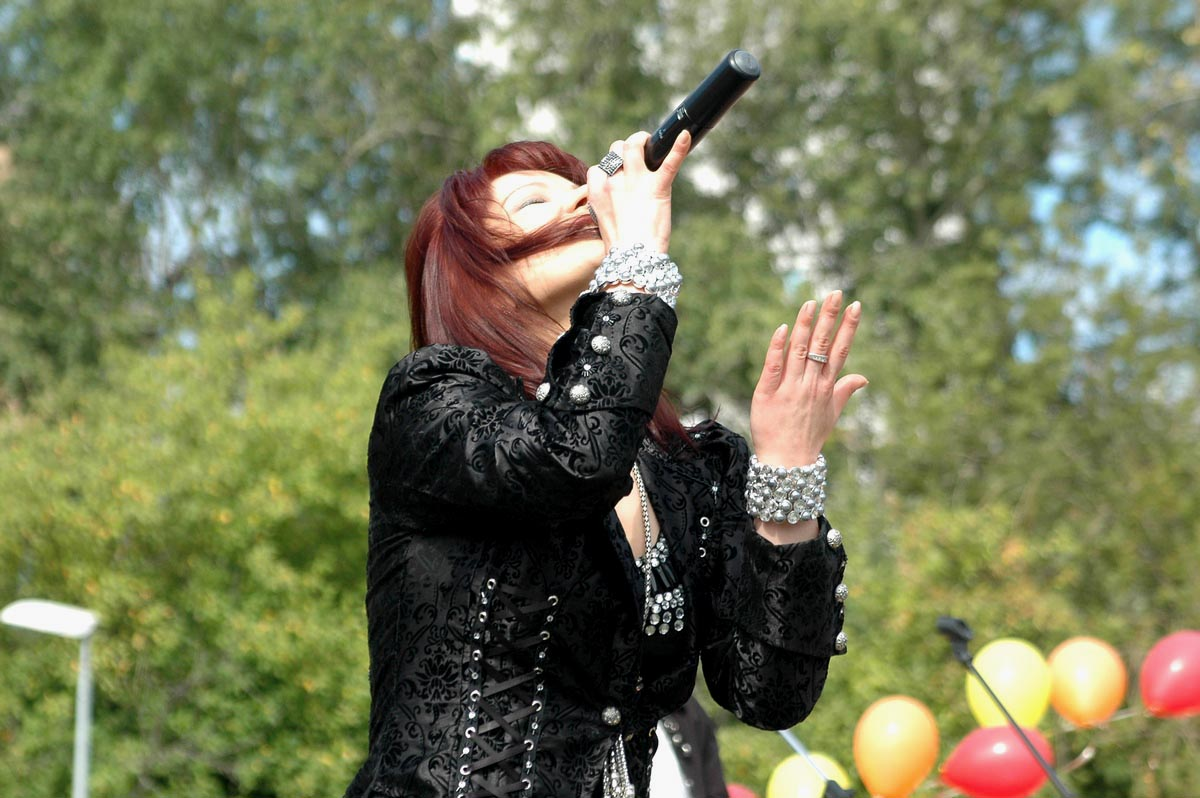
Катерина Болдишева, Москва (2011)

Катерина Болдишева вперше була представлена широкій публіці як солістка гурту «Міраж» в 1990 році на новорічному блакитному вогнику засновником та ідеологом колективу Андрієм Литягиним. Андрій Литягин — прихильник виступів під фонограму, завжди віддавав належне вокальним даним співачки.
Катерина Болдишева, за свідченнями колег — єдина з вокалісток гурту «Міраж», яка виступала наживо. Виняток становлять деякі телезйомки, при монтажі яких на відеоряд з метою спрощення роботи звукорежисера накладали наявні в архіві фонограми. Саме ця практика телебачення викликає пересуди про використання фонограми в виступах. Однак відомі відеозаписи 1992 року з фестивалів «Жива вода» і «Зоряний дощ», де Катерина Болдишева співає наживо.
У 1994 році в якості вокалістки бере участь в перевиданні альбомів «Знову разом» і «Зірки нас чекають» гурту «Міраж».
З 1999 року Катерина Болдишева веде концертну діяльність, виступаючи з репертуаром гурту «Міраж» і новими піснями.
У 2004 році Катерина Болдишева бере участь в серії концертів, присвячених 18-річчю «Міража». У 2007 році разом з Олексієм Горбашовим і Андрієм Литягиним нагороджена дипломом і медаллю «Професіонал Росії» за внесок в культуру. У 2008 році видавнича компанія «Джем» випускає 3-й номерний альбом гурту «Міраж» «Не в перший раз», в якому всі вокальні партії виконані Катериною Болдишевою.

### Інші проєкти
Крім роботи в гурті «Міраж», Катерина Болдишева відома також як учасниця колективу «Клеопатра» разом зі Світланою Володимирською і гурту Наталії Гулькіної «Зірки». Брала участь у записі пісень гурту «Комісар» і Нікіти Джигурди. Їй же належить і партія жіночого вокалу в пісні «Все, що було» гурту «Арія» з альбому 1991 року «Кров за кров».
У 2005 році Катерина Болдишева записує дует з відомим виконавцем російського шансону В'ячеславом Бобковим «Посадка на рейс» (автор музики і слів — В'ячеслав Бобков). Композиція видана на збірнику XXXL Шансон. У тому ж році в репертуарі співачки з'являється написана нею на вірші Дмитра Колесника пісня «Острів Л.» («Острів любові»).

### Робота в даний час
В останні роки співачка багато займається благодійністю, виступаючи крім комерційних концертів, на заходах для дітей-інвалідів та сиріт, ув'язнених, військовослужбовців. Має безліч подяк, грамот і нагород за благодійну діяльність. У 2013 році Катерина представила деякі нові пісні під псевдонімом Ms. Кеті. На одну з нових пісень знятий відеокліп Ms.Кеті «Заради любові» . Режисер кліпу — голландський кліпмейкер Anthony Huiskamp. Друга пісня проекту Ms. Кеті «Я люблю тебе, лисий!» стала інтернет-хітом завдяки оригінальному мультфільму, створеного художниками С. Хасановою і Х. Салаєвим.
У 2013 році третій альбом гурту «Міраж» «Не в перший раз» за результатами продажів досяг статусу Золотий диск. Видавництво Джем, яке видає починаючи з 1994 року всі «класичні» альбоми Міража, вручило Золотий диск Катерині Болдишевій і Олексію Горбашову, як виконавцям пісень альбому.
З 2016 року Катерина Болдишева є єдиною офіційною солісткою гурту «Міраж», до складу якої крім неї входять: Олексій Горбашов (гітара), Андрій Гришин (ударні), Сергій Крилов (клавішні інструменти). На сьогоднішній день тільки даний колектив має право виконання творів з репертуару гурту «Міраж» і правом на використання товарного знака «Міраж» в концертній діяльності.

## Дискографія

### Як бек-вокалістка
- «Кров за кров» — Арія (191)
- «Знову разом» — Міраж (перевидання 1991)
- «Зірки нас чекають» — Міраж (перевидання 1994)
- «Танцююче місто» — Наталія Гулькіна (1996)
- «Ніколи я не був на Босфорі» — Нікіта Джигурда (1996)

### Як лідер-вокалістка
- «18 років Live» — Міраж (2004)
- «Не в перший раз» — Міраж (2008)
- «Зоряний розсип», Катерина Болдишева, Олексій Горбашов (максі-сингл, 2016)